# Заречье (Краснодарский край)
Заречье — село в Туапсинском районе Краснодарского края.
Входит в состав Вельяминовского сельского поселения.

## География
На территории села находятся садовые товарищества — Акация, Заречье, Союз.

## Население
| 1999 | 2002 | 2010 |
| ---- | ---- | ---- |
| 139  | ↘127 | ↗168 |